# کوشمورون
کوشمورون (به قزاقی: Kushmurun) یک دریاچه در قزاقستان است که در استان قوستانای واقع شده‌است.